# Província de Girona
La província de Girona, també anomenada amb el terme Comarques Gironines, és una província amb capital a la ciutat de Girona. Aglutina 221 municipis del nord-est de Catalunya, amb una població total de 753.054 habitants. El govern provincial és la Diputació de Girona.

## Història
La delimitació de la província de Girona ja va quedar establerta en la divisió de corregiments del 1810. En la divisió provincial del 1822, el territori de l'antiga vegueria de Girona s'ampliava per l'oest fins al curs del riu Ter, mentre que l'Alt Maresme passava a la província de Barcelona. En la divisió definitiva del 1833 incorporava l'est de la Cerdanya.
La tradicional capitalitat de Girona no tenia competència, malgrat no ser la ciutat més poblada, superada per Olot, condició que va recuperar a mitjan segle xix. A més de la seva posició central, el ressò que va assolir a causa dels setges patits en la Guerra del Francès va ser considerat un mèrit digne de ser tingut en compte.

## Territori
| Nom                     | Pob. (2015) |
| ----------------------- | ----------- |
| Girona                  | 97.586      |
| Figueres                | 45.346      |
| Blanes                  | 39.132      |
| Lloret de Mar           | 37.618      |
| Olot                    | 33.944      |
| Salt                    | 29.342      |
| Palafrugell             | 22.733      |
| Sant Feliu de Guíxols   | 21.586      |
| Roses                   | 19.575      |
| Banyoles                | 19.343      |
| Palamós                 | 17.911      |
| Santa Coloma de Farners | 12.681      |
| Torroella de Montgrí    | 11.388      |
| Castelló d'Empúries     | 10.870      |
| La Bisbal d'Empordà     | 10.759      |
| Ripoll                  | 10.632      |
| Castell-Platja d'Aro    | 10.589      |
| Calonge                 | 10.520      |
| L'Escala                | 10.276      |
| Cassà de la Selva       | 10.030      |

| Nom                                                |
| -------------------------------------------------- |
| Alt Empordà                                        |
| Baix Empordà                                       |
| Garrotxa                                           |
| Gironès                                            |
| Pla de l'Estany                                    |
| Ripollès                                           |
| Selva (excloent el municipi de Fogars de la Selva) |
| Cerdanya (meitat oriental)                         |
| Osona (oriental)                                   |

### Partits judicials

Partits judicials de Girona.

La província de Girona està dividida administrativament en 9 partits judicials.
|   | Partit Judicial         | Nombre mun. | Població (hab) [2011] | Superfície (km²) | Densitat (hab/km²) |
| - | ----------------------- | ----------- | --------------------- | ---------------- | ------------------ |
| 1 | Figueres                | 68          | 140.428               | 1.339,9          | 119,3              |
| 2 | Girona                  | 38          | 209.895               | 214.085          | 350,7              |
| 3 | Bisbal d'Empordà, la    | 32          | 85.055                | 560,4            | 142,5              |
| 4 | Ripoll                  | 20          | 26.560                | 992,5            | 28,5               |
| 5 | Santa Coloma de Farners | 24          | 86.050                | 925,7            | 170,2              |
| 6 | Olot                    | 21          | 55.597                | 733,6            | 182,1              |
| 7 | Blanes                  | 3           | 86.033                | 103,8            | 1.082,1            |
| 8 | Sant Feliu de Guíxols   | 4           | 48.061                | 138,7            | 568,1              |
| 9 | Puigcerdà               | 11          | 14.941                | 250,1            | 72,3               |
|   | Girona                  | 221         | 756.810               | 5.881,5          | 215,9              |

## Demografia
| 1497 f | 1515 f | 1553 f | 1717   | 1787    | 1857    | 1877    | 1887    | 1900    | 1910    |
| ------ | ------ | ------ | ------ | ------- | ------- | ------- | ------- | ------- | ------- |
| 13.285 | 11.536 | 15.175 | 94.495 | 191.862 | 310.970 | 299.702 | 306.583 | 299.287 | 319.679 |

| 1920    | 1930    | 1940    | 1950    | 1960    | 1970    | 1981    | 1990    | 1992    | 1994    |
| ------- | ------- | ------- | ------- | ------- | ------- | ------- | ------- | ------- | ------- |
| 325.619 | 325.551 | 322.360 | 327.321 | 351.369 | 414.397 | 467.945 | 521.449 | 515.442 | 515.442 |

| 1996    | 1998    | 2000    | 2002    | 2004    | 2006    | 2008    | 2010    | 2012    | 2014    |
| ------- | ------- | ------- | ------- | ------- | ------- | ------- | ------- | ------- | ------- |
| 530.631 | 543.191 | 565.599 | 598.112 | 636.198 | 687.331 | 731.864 | 753.046 | 751.279 | 743.352 |

| 2016    | 2018    | 2020    | 2022 | 2024    | 2026 | 2028 | 2030 | 2032 | 2034 |
| ------- | ------- | ------- | ---- | ------- | ---- | ---- | ---- | ---- | ---- |
| 739.607 | 747.157 | 765.554 | -    | 822.952 | -    | -    | -    | -    | -    |

Les dades anteriors a la formació de la província (1833) són la suma dels municipis actuals.

## Organismes autònoms
- Dipsalut: Organisme Autònom de Salut Pública de la Diputació de Girona.